# Inti-Illimani

Logo

Inti-Illimani is een muzikale groep uit Chili.
De groep werd gevormd in 1967. Inti-Illimani betekent "Zon van de Illimani", Illimani is een berg in het Boliviaanse Andesgebergte.

## Geschiedenis
De groep werd in 1967 gevormd door studenten van de Universidad Técnica del Estado in Santiago. Nadat generaal Pinochet in 1973 aan de macht kwam emigreerde de band naar Italië. In september 1988 ging de band weer toeren door Chili.
In 2001 brak de band in tweeën, nadat drie bandleden de groep hadden verlaten. Deze drie bandleden vormden een nieuwe groep, Inti Historico. De rest van de band ging verder onder de originele naam.

## Discografie
- Si Somos Americanos (1969)
- Voz para el camino (1969)
- Por la CUT (1969)
- A la Revolucion Mexicana (1969)
- Inti-Illimani (1969)
- Inti-Illimani (1970)
- Canto al Programa (1970)
- Charagua/El Aparecido (1971)
- Autores Chilenos (1971)
- Nuestro Mexico, Febrero 23/Dolencias (1972)
- Canto para una Semilla (1972)
- Quebrada de Humahuaca/Taita Salasaca (1972)
- Canto de Pueblos Andinos, Vol. 1 (1973)
- Viva Chile! (1973)
- La Nueva Cancion Chilena (Inti-Illimani 2) (1974)
- Canto de Pueblos Andinos (Inti-Illimani 3) (1975)
- Hacia La Libertad (Inti-Illimani 4) (1975)
- Canto de Pueblos Andinos, Vol. 2 (Inti-Illimani 5) (1976)
- Chile Resistencia (Inti-Illimani 6) (1977)
- Canto per una Seme (1978)
- Canto para una Semilla (1978)
- Cancion para Matar una Culebra (1979)
- Jag Vill Tacka Livet (Gracias a la Vida) (1980)
- En Directo (1980)
- Palimpsesto (1981)
- The Flight of the Condor (1982)
- Con la Razon y la Fuerza (1982)
- Imaginacion (1984)
- Sing to me the Dream (1984)
- Return of the Condor (1984)
- La Muerte no Va Conmigo (1985)
- De Canto y Baile (1986)
- Fragmentos de un Sueño (1987)
- Leyenda (1990)
- Andadas (1992)
- Arriesgare la Piel (1996)
- Grandes Exitos (1997)
- Lejania (1998)
- Amar de Nuevo (1999)
- Sinfonico (1999)
- La Rosa de los Vientos (1999)
- Inti-illimani Interpreta a Victor Jara (2000)
- Antologia en Vivo (2001)

## Discografie Inti-Illimani "Nuevo"
- Lugares Comunes (2003)
- Viva Italia (2004)
- Pequeño Mundo (2006)
- Meridiano (2010)

## Discografie Inti-Illimani Histórico
- Musica en la memoria nº1 (2005)
- Musica en la memoria nº2 (2006)
- Antología en vivo (2006)
- Esencial (2006)
- Tributo a Inti-Illimani Histórico. A la Salud de la Música  (2009 Obra Colectiva)
- Travesura (2010 Invitados: Diego "El Cigala" y Eva Ayllón.)